# Anthony Noel, 5. Earl of Gainsborough
Anthony Gerard Edward Noel, 5. Earl of Gainsborough KStJ JP (* 24. Oktober 1923; † 29. Dezember 2009) war ein britischer Politiker und Adeliger, der bereits 1927 als 4-Jähriger den Titel als Earl of Gainsborough erbte und dadurch mit Erreichen des 21. Lebensjahres 1944 Mitglied des House of Lords wurde, dem er bis zum Inkrafttreten des House of Lords Act 1999 angehörte.

## Leben
Noel war das zweite Kind und der älteste Sohn von Arthur Noel, 4. Earl of Gainsborough und dessen Ehefrau Alice Mary Eyre. Nachdem sein Vater am 27. August 1927 verstorben war, erbte er bereits als Vierjähriger den Titel als 5. Earl of Gainsborough sowie die diesem Titel nachgeordneten Titel als 5. Viscount Campden, of Campden in the County of Gloucester, 7. Baron Barham, of Barton Court and Teston in the County of Kent, 5. Baron Noel, of Ridlington in the County of Rutland sowie 7. Baronet. Nach dem Besuch der Worth School absolvierte er ein Studium an der Georgetown University. Mit Erreichen des 21. Lebensjahres wurde er aufgrund seines Adelstitels 1944 auch Mitglied des House of Lords, dem er bis zum Inkrafttreten des House of Lords Act 1999 angehörte.
Daneben engagierte sich der Earl of Gainsborough auch in der Kommunalpolitik und war zwischen 1952 und 1967 Vorsitzender des Rates von Oakham (Oakham Rural District Council). Daneben fungierte er von 1957 bis 1974 als Friedensrichter (Justice of the Peace) von Rutland und war 1965 auch Präsident der Vereinigung der Gemeinderäte (Rural District Council’s Association). 1967 war er außerdem Innungsmeister (Master) der Gilde der Gärtner (Worshipful Company of Gardeners) und von 1968 bis 1974 Präsident der Britischen Vereinigung des Souveränen Malteserordens. Für seine Verdienste wurde er Bailiff Grand Cross des Malteserordens sowie 1970 Knight of Justice des Order of Saint John (KStJ). Des Weiteren war er zwischen 1970 und 1973 Vorsitzender des Rates der Grafschaft Rutland (Rutland County Council) sowie 1974 Justice of the Peace von Leicestershire.
Der Earl of Gainsborough heiratete am 23. Juli 1947 Mary Stourton, die älteste Tochter von Major John Joseph Stourton, der wiederum ein Sohn von Charles Stourton, 24. Baron Mowbray war. Aus dieser Ehe gingen vier Söhne und vier Töchter hervor, darunter der älteste Sohn Anthony Baptist Noel, der nach seinem Tod 2009 den Titel als 6. Earl of Gainsborough sowie die nachgeordneten Titel erbte.